# Jamides lugine
Jamides lugine là bướm thuộc họ Lycaenidae được tìm thấy ở Borneo và Miến Điện.

## Hình ảnh

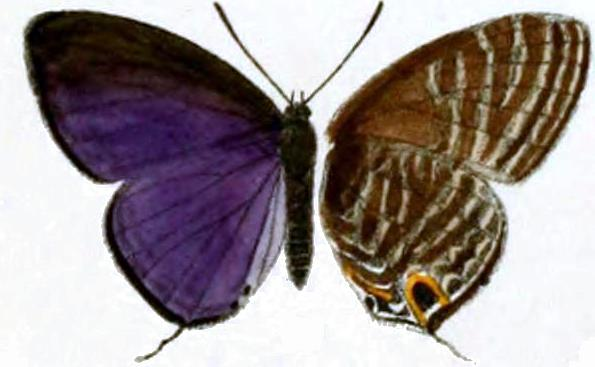
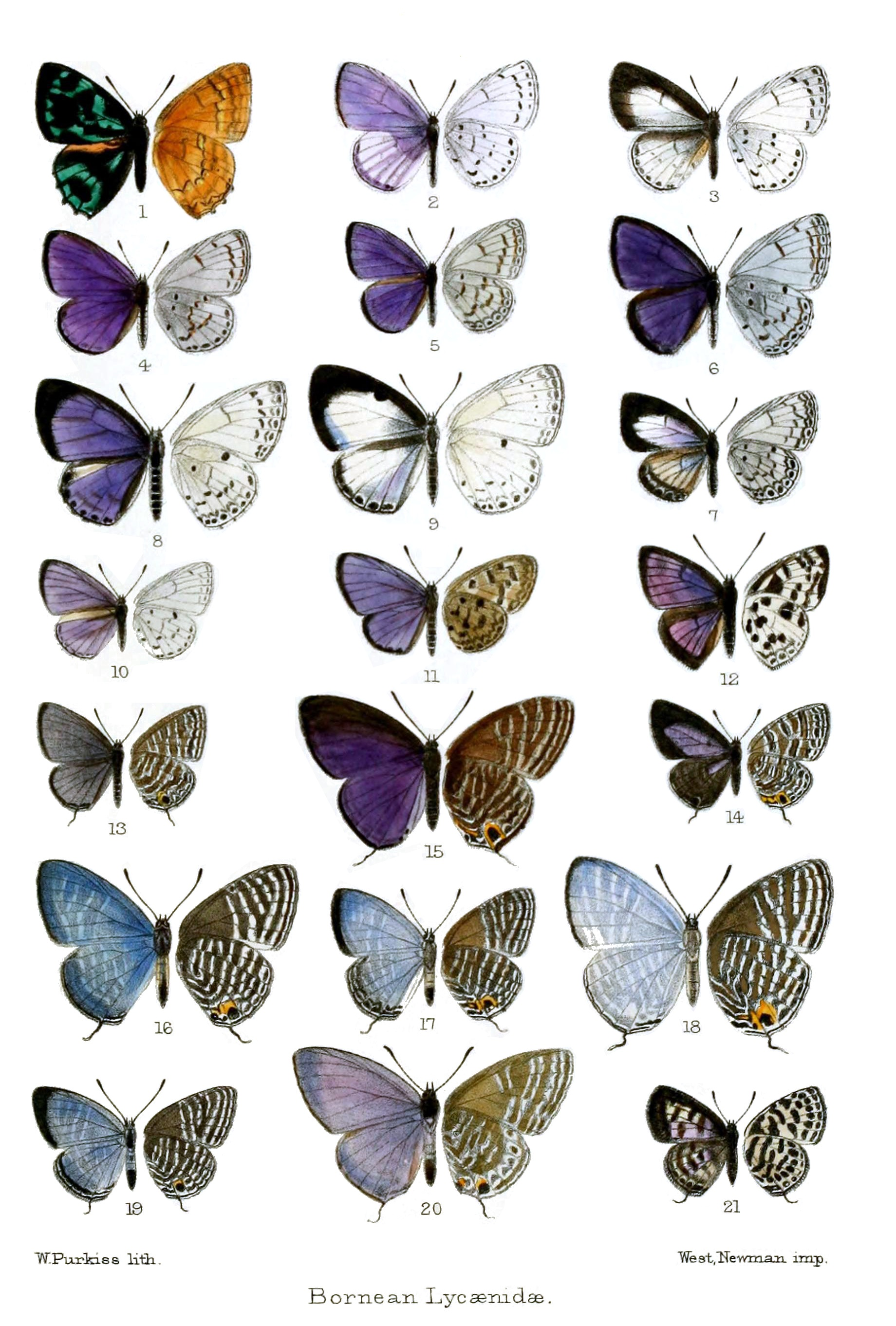